# Brian Looney
Brian James Looney (né le 26 septembre 1969 à New Haven, Connecticut, États-Unis) est un ancien lanceur gaucher de baseball ayant joué dans les Ligues majeures de 1993 à 1995.

## Carrière
Brian Looney est un choix de dixième ronde des Expos de Montréal en 1991. Il fait ses débuts dans le baseball majeur avec les Expos le 26 septembre 1993. Il apparaît dans trois matchs de l'équipe en 1993, deux fois comme lanceur de relève et une fois comme lanceur partant. Il lance deux manches en relève à sa seule présence avec Montréal en 1994.
En 1995, Looney joue trois parties, deux d'entre elles comme releveur, avec les Red Sox de Boston.
Il lance douze manches et deux tiers au total et enregistre 11 retraits sur des prises en sept parties dans les majeures. Sa seule décision en carrière est une défaite avec les Red Sox.